# V394 Aurigae
V394 Aurigae är en dubbelstjärna i södra delen av stjärnbilden Kusken. Den har en skenbar magnitud som varierar från 6,01 till 6,11 och är mycket svagt synlig för blotta ögat där ljusföroreningar ej förekommer. Baserat på parallax enligt Gaia Data Release 2 på ca 3,7 mas, beräknas den befinna sig på ett avstånd på ca 880 ljusår (ca 269 parsek) från solen. Den rör sig närmare solen med en heliocentrisk radialhastighet på ca -36 km/s.

## Egenskaper
Primärstjärnan V352 Aurigae A är en röd ljusstark jättestjärna av spektralklass M3 II. Den har ca 1 075 gånger solens utstrålning av energi från dess fotosfär vid en effektiv temperatur av ca 3 600 K.

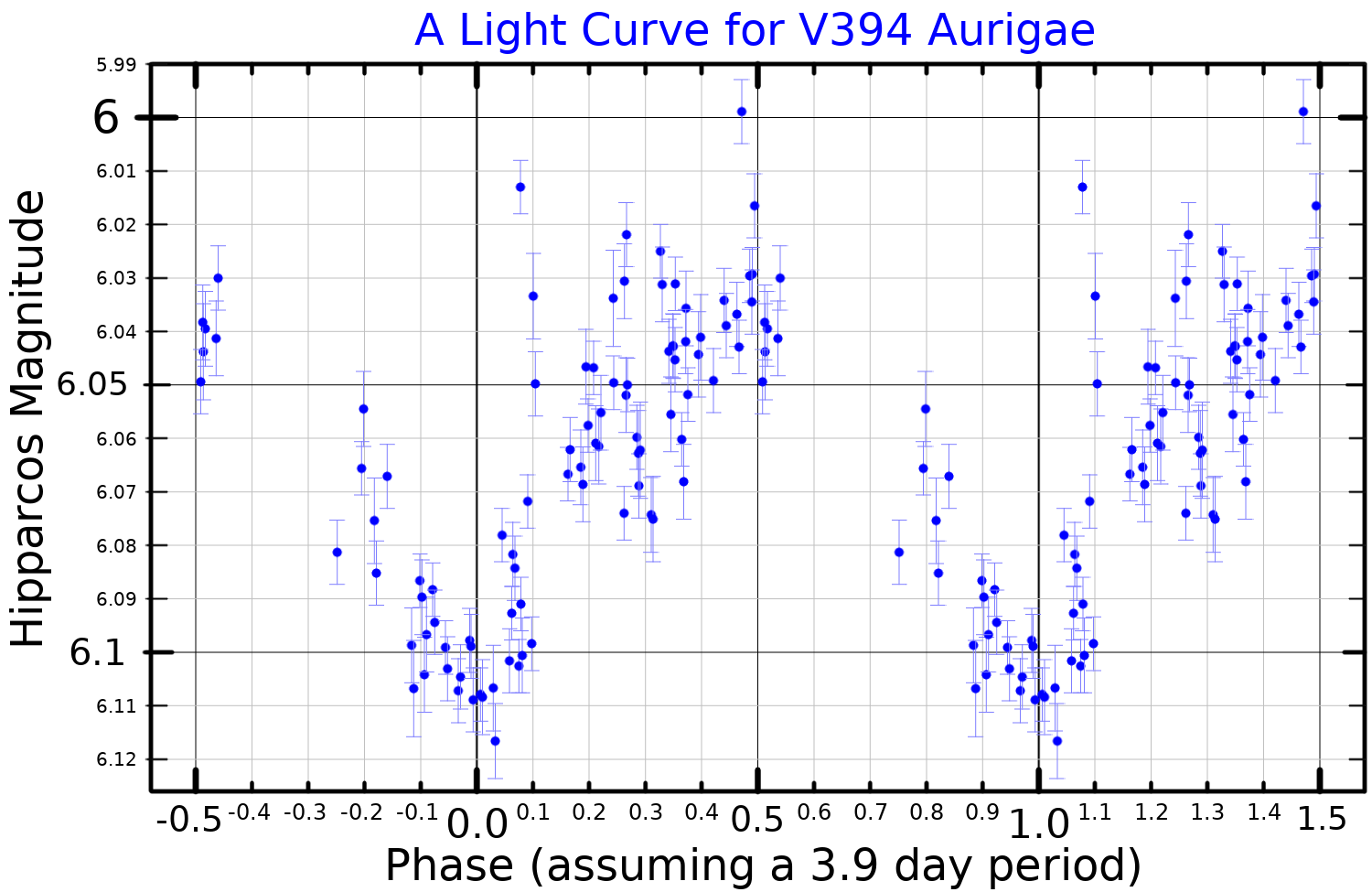
Ljuskurva för V394 Aurigae, plottad från Hipparcosdata.

V394 Aurigae är en dubbelstjärna där följeslagaren, V394 Aurigae B, är en stjärna av elfte magnituden och ligger separerad med 10 bågsekunder. Koen och Eyer fann att stjärnans ljusstyrka, som den mätts av Hipparcos, varierar med en period av 3,9 dygn.